# Человек из Оленьей пещеры
Челове́к из Оле́ньей пеще́ры (англ. Red Deer Cave people) — вымершая популяция людей, известная по останкам, обнаруженным на юге Китая в Гуанси-Чжуанском автономном районе в пещере Лунлин в 1979 году. Трёх особей из Малудуна («Оленья пещера») в провинции Юньнань нашли в 1989 году. Выделить ДНК из останков в 2012 году не удалось. Возраст останков — от 11,5 до 14,3 тысяч лет.
Из скальной породы останки черепа были извлечены лишь в 2009 году. У обладателя черепа была круглая черепная коробка, низкие надбровные дуги, небольшое плоское лицо с широким носом, сильно выдающаяся вперёд нижняя челюсть. Останки отличает сочетание признаков, свойственных современному человеку, и черт заметно более архаичных. Это самые поздние известные науке останки группы людей, которая не вписывается в рамки изменчивости Homo sapiens и, возможно, принадлежит другому виду рода Homo. Бедренная кость из Малудуна (MLDG-1678) сильно напоминает такие древние виды, как ранний Homo erectus и Homo habilis.
Особенности реконструкции лицевого скелета человека из Оленьей пещеры вызывают вопросы у специалистов, равно как и интерпретация находок. М. М. Лар (Кембриджский университет) склоняется к тому, что это изолированная популяция современных людей, и объясняет своеобразие их анатомии дрейфом генов. Антрополог Крис Стрингер предполагает, что это популяция, возникшая при скрещивании денисовцев с предками австронезийцев.
Образец MZR (Mengzi Ren, черепная крышка MLDG-1704) принадлежит к вымершей базовой линии митохондриальной гаплогруппы M9 (мутация T16304C), отражающей богатое матрилинейное разнообразие на юге Восточной Азии в позднем плейстоцене. В соответствии с результатами PCA и TreeMix, основной генетический компонент у MZR принадлежит южным жителям Восточной Азии, как и у образца Qihe3 (11,5 тыс. лет до н. э.) из провинции Фуцзянь.